# Wasilij Riasnoj
Wasilij Stiepanowicz Riasnoj (ros. Василий Степанович Рясной; ur. 23 lut.?/7 marca 1904 w Samarkandzie, zm. 12 grudnia 1995 w Moskwie) – radziecki funkcjonariusz organów bezpieczeństwa (NKWD i NKGB), szef UMWD Moskwy i okręgu moskiewskiego w latach 1953–1956, generał porucznik.

## Życiorys
W 1920–1921 w Armii Czerwonej, następnie działacz Komsomołu Turkiestanu i organów partyjnych Turkiestanu, od 1922 działacz RKP(b). W 1927–1931 kierownik wydziałów organizacyjnych rejonowych komitetów Komunistycznej Partii (bolszewików) Turkmenistanu w różnych miastach, 1928–1931 członek KC KP(b)T. Później działacz partyjny na terenie Rosyjskiej FSRR.
W organach bezpieczeństwa od 1937 roku, jako funkcjonariusz Głównego Zarządu Bezpieczeństwa Państwowego. Od 1943 do 1945 roku ludowy komisarz spraw wewnętrznych Ukraińskiej Socjalistycznej Republiki Radzieckiej. Następnie od 1946 roku pierwszy zastępca Siergieja Krugłowa, ówczesnego ludowego komisarza (następnie ministra) spraw wewnętrznych. Od 15 lutego 1952 do 05 stycznia 1953 stał na czele wywiadu zagranicznego I Zarządu Głównego Ministerstwa Bezpieczeństwa Państwowego. W tym samym czasie (23 maja 1952–30 lipca 1952) pełniący obowiązki szefa Zarządu Ochrony Ministerstwa Bezpieczeństwa Państwowego. Po przekształceniu MGB ZSRR w Ministerstwo Spraw Wewnętrznych ZSRR od 12 marca do 28 maja 1953 roku na stanowisku szefa 2 Zarządu Głównego (wywiad zagraniczny) a następnie szef Zarządu Spraw Wewnętrznych ZSRR na obwód Moskiewski, do 30 marca 1956 roku. W latach 1953–1956 członek Kolegium MWD ZSRR, zwolniony z organów bezpieczeństwa w lipcu 1956 roku. Pochowany na Cmentarzu Kuncewskim w Moskwie.

## Odznaczenia
- Order Lenina (dwukrotnie - 20 września 1943 i 19 września 1952)
- Order Czerwonego Sztandaru (czterokrotnie, m.in. 10 kwietnia 1945 i 24 sierpnia 1949)
- Order Kutuzowa II klasy (21 października 1944)
- Order Czerwonej Gwiazdy (dwukrotnie - 28 listopada 1941 i 24 listopada 1942)
- Order Czerwonego Sztandaru Pracy (3 czerwca 1942)
- Order „Znak Honoru” (26 kwietnia 1940)

i medale.